# 스즈키 고지 (축구 선수)
스즈키 고지(일본어: 鈴木 孝司, 1989년 7월 25일 ~ )는 일본의 축구 선수이다.

## 구단 경력
그는 2012년부터 2024년까지 J리그의 FC 마치다 젤비아, FC 류큐, 세레소 오사카, 알비렉스 니가타에서 활동하였다.